# The Pointer Sisters
The Pointer Sisters är en amerikansk musikgrupp från Oakland i Kalifornien, ursprungligen bestående av systrarna Anita, Bonnie, Ruth Pointer och June Pointer. Gruppen hade sin storhetstid som en discogrupp i början på 1980-talet, men fanns redan på 1970-talet som ett funk-inspirerat band.
Gruppen hade stor spännvidd musikaliskt och inkluderade genrer som pop, disco, jazz, elektronisk musik, bebop, blues, soul, funk, dance, country och rock.
Gruppen hade sitt ursprung när systrarna June och Bonnie Pointer började uppträda på klubbar 1969 som "Pointers Au Pair". Gruppen blev en trio när systern Anita anslöt något senare och när sedan Ruth anslöt i december 1972 så vart de en kvartett. Bonnie lämnade gruppen 1977 för att påbörja en solokarriär med blygsam framgång. Gruppen nådde sin största kommersiella framgång på 1980-talet som en trio bestående av June, Ruth och Anita.
Bland gruppens kända låtar kan nämnas "I'm so excited", "Automatic", "Slow Hand", "Jump (For My Love)" och "Neutron Dance". Under senare delen av 1980-talet minskade populariteten och man slutade nästan helt göra musik.
June, den yngsta systern, var drogberoende i flera år och lämnade gruppen i april 2004 innan hon dog i cancer i april 2006, vid 52 års ålder. Bonnie greps för innehav av kokain den 18 november 2011 och avled 8 juni 2020 i sitt hem i Los Angeles vid 69 års ålder. Anita dog i cancer den 31 december 2022 vid 74 års ålder.

## Låtar (i urval)
- 1979 – Fire
- 1979 – Happiness
- 1981 – Slow Hand
- 1984 – I'm So Excited
- 1984 – Automatic
- 1984 – Neutron Dance (video med Eddie Murphy)
- 1984 – Jump (For My Love) (är med i filmen Love Actually där premiärministern, spelad av Hugh Grant, dansar till den)

## Medlemmar
Nuvarande medlemmar
- Ruth Pointer  (1972–)
- Issa Pointer  (2002–2009, 2011–)
- Sadako Pointer Johnson (2009–)

Tidigare medlemmar
- Anita Pointer (1969–2011, 2012–2015; död 2022)
- June Pointer   (1969–2002; död 2006)
- Bonnie Pointer (1969–1978; död 2020)